# Тугай, Анатолий Михайлович
Анато́лий Миха́йлович Тугай (укр. Анатолій Михайлович Тугай; 24 сентября 1938, Евпатория — 22 апреля 2016) — советский и украинский педагог. Профессор, доктор технических наук, ректор Киевского национального университета строительства и архитектуры (1984—2012). Член-корреспондент Национальной академии наук Украины (1999). Председатель совета ректоров Киевского вузовского центра (1985), вице-президент Союза ректоров Украины, вице-президент Ассоциации ректоров строительных Высших учебных заведений стран СНГ.

## Биография
Трудовую деятельность начал в 1955 г. колхозником. В 1964—1969 гг. Работал мастером, прорабом.
Окончил Киевский строительный техникум, в 1964 г. — Киевский инженерно-строительный институт (КИСИ), в 1969 г. — аспирантуру.
С 1967 по 1969 год работал аспирантом, а затем с 1970 г. — ассистентом кафедры гидравлики, водоснабжения и канализации. В 1971 году стал кандидатом технических наук.
С 1964 по 1990 г. был заместителем секретаря, секретарем парткома КИСИ.
В 1978—1984 гг. — заместитель декана, декан санитарно-технического факультета. Ученое звание профессора присвоено в 1984 г. С 1985 г. — заведующий кафедры водоснабжения.
В 1984—2012 гг. — ректор КИСИ, затем — Киевского национального университета строительства и архитектуры.
Являлся автором более 200 научных работ. Среди них: 11 учебников, 12 монографий, 3 справочника.

## Награды
- Орден «Знак Почёта» (1982)
- Орден «Дружбы народов» (1986)
- Заслуженный работник образования Украины (1991)
- Орден «За заслуги» III степени (1998)
- Лауреат премии им. М. С. Будникова (2000)
- Медаль «10 лет Независимости Украины» (2001)
- Лауреат Государственной премии Украины в области науки и техники (2003)
- Почётная грамота Верховной Рады Украины
- Медаль «За развитие Украины» им. М. Грушевского IV в.
- Знак «Лидер Украины»